# День национальной идентичности
День национальной идентичности (Навасард) — ежегодный праздник в Армении. В 2009 году праздник был установлен парламентом Армении как государственный. Отмечают 11 августа.
Согласно анализу историка Гевонда Алишана армянских хроник, 11 августа 2492 года до н. э. Айк (патриарх-родоначальник армянского народа и основатель царской династии), разбил в сражении Дюцазнамарт (юго-восточнее озера Ван) войско ассирийского тирана Бэла и положил основу будущему армянскому государству.
В древние времена празднования Насварда длилось несколько дней.
С 2008 года на государственном уровне началось широкое празднование Навасарда. В 2009 году парламент Армении признал Навасард официальным праздником — Днем национальной идентичности, который отмечается ежегодно 11 августа.